# Oxytomidae
Oxytomidae zijn een uitgestorven familie van tweekleppigen uit de orde Pectinida.